# Pseudanos
Pseudanos is een geslacht van straalvinnige vissen uit de familie van de kopstaanders (Anostomidae).

## Soorten
- Pseudanos gracilis (Kner, 1858)
- Pseudanos irinae Winterbottom, 1980
- Pseudanos trimaculatus (Kner, 1858)
- Pseudanos winterbottomi Sidlauskas & dos Santos, 2005